# Hélène Rivier

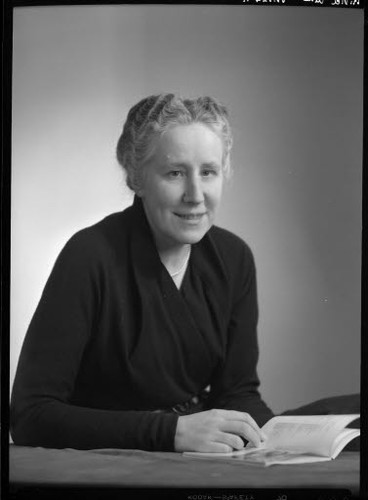
Hélène Rivier (1952)

Hélène Rivier (* 25. Mai 1902 in Pruntrut; † 11. Februar 1986 in Genf) war eine Schweizer Bibliothekarin.

## Leben
Hélène Rivier wuchs im Schweizer Jura in einer kinderreichen Pfarrfamilie auf, als Tochter einer englischen Mutter. Sie besuchte als eine der ersten Absolventinnen die Bibliothekarenschule in Genf (Ecole de bibliothécaires) und schloss diese 1928 mit Diplom ab.
Als Bibliotheksassistentin arbeitete sie zuerst beim Völkerbund. Inspiriert vom englischen Vorbild gründete sie 1931 mit der Bibliothèque moderne in Genf die erste öffentliche Freihandbibliothek der Schweiz mit kostenloser Ausleihe. 1941 bis 1966 leitete sie die Genfer Bibliothèque municipale (Stadtbibliothek). 1962 fuhr in Genf der erste Bibliobus der Schweiz. Riviers stärkster Einsatz galt dem Leseangebot an Kinder, an Kranken in den Spitälern und an Häftlinge, die sie im Gefängnis St. Antoine jeweils persönlich besuchte. Sie hatte sich dabei nicht selten gegen die Verständnislosigkeit der Behörden und Parteien durchzusetzen.
Franz Georg Maier, früherer Direktor der Schweizerischen Landesbibliothek, bezeichnete Hélène Rivier 2002 als bisher "wohl bedeutendste Bibliothekarin der Schweiz" und als "Begründerin des modernen allgemeinen öffentlichen Bibliothekswesens in der Schweiz."
Durch einen Raubüberfall im hohen Alter körperlich und mental geschwächt, starb sie am 11. Februar 1986 in einem Genfer Spital.
Hélène Rivier war eine Grossnichte von Alphonse Rivier und seines Bruders Louis Rivier.

## Werke
- Catalogue des oeuvres de Théodore de Bèze et de Jean Calvin qui se trouvent au Musée historique de la Réformation à Genève. Musée historique de la Réformation, Genève 1928
- Les Bibliothèques municipales de Genève mettent en service un Bibliobus urbain. In: Nouvelles / Association des Bibliothécaires Suisses, Association Suisse de Documentation 38 (1962), Nr. 2, S. 33–36 (Digitalisat in E-Periodica)
- Les bibliothèques municipales de Genève, discours prononcé par Hélène Rivier le 2 novembre 1967 à la réception d'adieu de l'Hôtel Métropole. Genève 1967